# بولين لابوينت
بولين لابوينت هي ممثلة كندية، ولدت في 12 مايو 1950 بساغينيه في كندا، وتوفيت في 30 أغسطس 2010 بمونتريال في كندا بسبب سرطان الثدي.

## وصلات خارجية
- بولين لابوينت على موقع IMDb (الإنجليزية)
- بولين لابوينت على موقع ألو سيني (الفرنسية)
- بولين لابوينت على موقع أول موفي (الإنجليزية)
- بولين لابوينت على موقع قاعدة بيانات الأفلام السويدية (السويدية)
- بولين لابوينت على موقع قاعدة بيانات الفيلم (الإنجليزية)
- بولين لابوينت على موقع كينوبويسك (الروسية)